# عناية الله المشرقي
عناية الله خان المشرقي (25 أغسطس 1888 – 27 أغسطس 1963) (بالأردية: عنایت اللہ خاں مشرقی) المعروف أيضًا باسم علامة المشرقي (بالأردية: علامہ مشرقی) رياضياتي وباحث مسلم هندي، مؤسس حركة الخاكسار.
أسّس حركة الخاكسار سنة 1930، بهدف النهوض بحالة الشعب بغض النظر عن أي دين أو طائفة.

## مسيرته

### مولده
وُلِدَ عناية الله في 25 أغسطس 1888 لعائلة من راجبوت في أمريتسار. كان أجداده يشغلون مناصب حكومية رفيعة خلال سلطنة مغول الهند وإمبراطورية السيخ. بسبب موقع والده، كان على اتصال مع مجموعة من الأعلام البارزة عندما كان شابًا، مثل جمال الدين الأفغاني، والسيد أحمد خان، وشبلي النعماني.

### دراسته
درس المشرقي في البداية في المنزل قبل الذهاب إلى المدارس في أمريتسار. منذ سن مبكرة، أظهر شغفًا بالرياضيات. بعد الانتهاء من درجة البكالوريوس في الآداب مع مرتبة الشرف الأولى من كلية فورمان كريستيان في لاهور، أكمل درجة الماجستير في الرياضيات من جامعة البنجاب، حيث حصل على الدرجة الأولى لأول مرة في تاريخ الجامعة.
في عام 1907 انتقل إلى إنجلترا، حيث درس في كلية المسيح في كامبريدج، لقراءة الكتب الرياضية. حصل على منحة دراسية لمؤسسة الكلية في مايو 1908. في يونيو 1909، حصل على مرتبة الشرف الأولى في الرياضيات في الجزء الأول، حيث تم وضعه في المرتبة 27 من 31 في قائمة المتنافسين. خلال السنتين القادمتين، قرأ عن لغات آسيا بالتوازي مع العلوم الطبيعية، وحقق مراتب مشرفة.
بعد الإقامة لمدة ثلاث سنوات في كامبريدج، حصل على درجة البكالوريوس في الآداب في عام 1910، وقد حظي بالثناء في الصحف الوطنية في جميع أنحاء المملكة المتحدة. في عام 1913، مُنح المشرقي شهادة الدكتوراه في الرياضيات، وحصل على ميدالية ذهبية في حفل تخرجه.
غادر كامبريدج وعاد إلى الهند في ديسمبر 1912.

### وظائفه
لدى عودته إلى الهند، عُرض على المشرقي رئاسة وزراء الوار، وهي ولاية أميرية، من قبل الماهاراجا. ورفض بسبب اهتمامه بالتعليم. في سن ال 25، وبعد بضعة أشهر فقط من وصوله إلى الهند، تم تعيينه نائبا لمدير الكلية الإسلامية في بيشاور، من قبل كبير المفوضين السير جورج روز كيبل، وأصبح مديرًا للكلية نفسها بعد ذلك بعامين. في أكتوبر 1917 تم تعيينه وكيلًا للحكومة في الهند في وزارة التعليم خلفًا للسير جورج أندرسون.
في عام 1920، عرضت الحكومة البريطانية على المشرقي أن يعمل سفيراً لأفغانستان، لكنه رفض، وبعد ذلك بعام مُنح لقب فارس، ورفض أيضا هذا التوسيم.
في عام 1930، تم نقله للترقية في الخدمة الحكومية، وبعد ذلك ذهب في إجازة طبية. في عام 1932 استقال، وأخذ معاشه التقاعدي، واستقر في لاهور.

### الترشيح لجائزة نوبل
ولما بلغ عناية الله المشرقي بحر الثلاثين خطرت له فكرة تفسير القرآن على ضوء مكتشفات العلوم الطبيعية، ونفذ الفكرة فعلاً، وأنهى المجلد الأول منه وعمره (36 سنة) في عام 1924، وسماه (التذكرة)، فلفت الأنظار بعمله هذا، وتم ترشيحه لجائزة نوبل، إلا أن لجنة الجائزة اشترطت ترجمة العمل لأحد اللغات الأوربية، فرفض عناية الله الجائزة، وقال: (لا أريد جائزة لا تعترف بلغتي الأردية!) برغم أنه درس في كامبردج أصلاً عدة تخصصات، وشأن الترجمة لا يكلفه شيئاً. 

### مواقفه السياسية
عارض المشرقي تقسيم الهند. حيث قال:

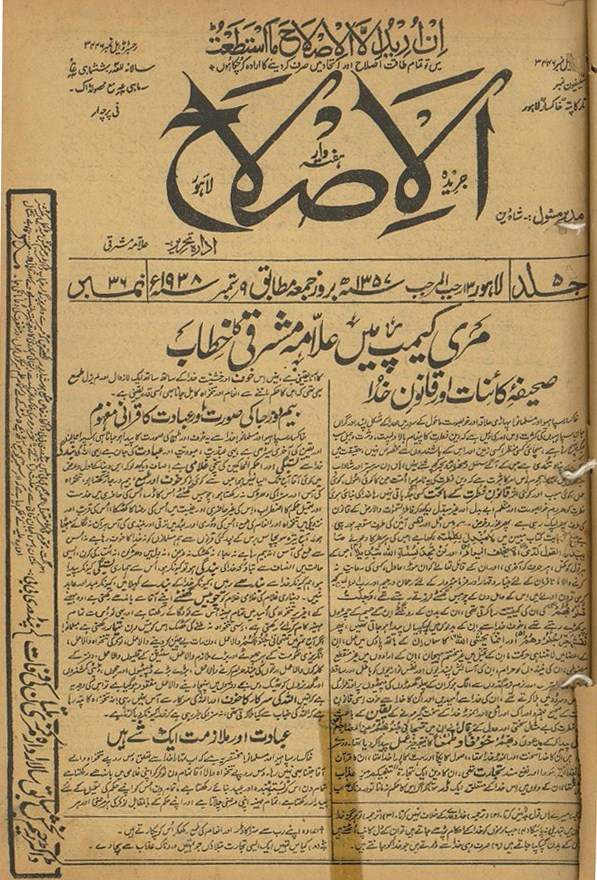
صحيفة الإصلاح الأسبوعية، التي كانت تُصدرها حركة الخاكسار

فقد عارض المشرقي تقسيم الهند لأنه شعر أنه إذا كان المسلمون والهندوس قد عاشوا بسلام في الهند لعدة قرون، فيمكنهم فعل ذلك أيضًا في الهند الحرة والموحدة. رأى المشرقي أن (نظرية الدولتين) هي مؤامرة من البريطانيين للحفاظ على سيطرتهم على المنطقة بسهولة أكبر، إذا تم تقسيم الهند إلى بلدين سيتم تحريضهما ضد بعضهما البعض. لقد فسر أن تقسيم الهند على أسس دينية من شأنه أن يولد الأصولية والتطرف على جانبي الحدود. اعتقد المشرقي أن "مناطق الأغلبية المسلمة كانت بالفعل تحت الحكم الإسلامي، لذلك إذا أراد أي مسلم الانتقال إلى هذه المناطق، فإنهم أحرار في فعل ذلك دون الحاجة إلى تقسيم البلاد." بالنسبة إليه، كان القادة الانفصاليون "متعطشين للسلطة"، وتضليل المسلمين من أجل تعزيز سلطتهم من خلال خدمة الأجندة البريطانية".

### السجن والادّعاءات
في 20 يوليو 1943، جرت محاولة اغتيال محمد علي جناح من قبل رفيق صابر الذي ينتمي لحركة الخاكسار. وقد استنكر المشرقي الهجوم، ونفى أي تورط له. في وقت لاحق، رفض القاضي من المحكمة العليا في بومباي في حكمه الصادر في 4 نوفمبر 1943 أي صلة بين الهجوم وحركة الخاكسار.
في باكستان، تم سجن المشرقي أربع مرات على الأقل: في عام 1958 بتهمة التواطؤ في اغتيال الزعيم الجمهوري خان عبد الجبار خان؛ وفي عام 1962 للاشتباه في محاولة الإطاحة بحكومة الرئيس محمد أيوب خان. ومع ذلك، لم يتم إثبات أي من التهم الموجهة إليه، وتم تبرئته في جميع الحالات.[بحاجة لرقم الصفحة]
في عام 1957، قيل إن المشرقي قاد 300.000 من أتباعه إلى حدود كشمير، لشن معركة من أجل تحريرها. ومع ذلك، أقنعت الحكومة الباكستانية المجموعة بالانسحاب، وتم حلّ المنظمة فيما بعد.

### وفاته
توفي المشرقي في مستشفى مايو في لاهور بتاريخ 27 أغسطس 1963 بعد صراع مع مرض السرطان. أقيمت صلاة الجنازة عليه في مسجد بادشاهي.